# Javier Pedro Retamales Castillo
Javier Pedro Retamales Castillo (Quillota, Región de Valparaíso, Chile, 30 de julio de 1997) es un futbolista chileno. Juega de mediocampista y su equipo actual es San Luis de la Primera B de Chile.

## Trayectoria
Comenzó en las divisiones inferiores de San Luis para luego ser formado en el Santiago Wanderers, pasaría al primer equipo durante el Apertura 2016 en un partido de los "caturros" frente a San Luis de Quillota donde no ingresaría al campo de juego, su debut oficial sería en la última fecha de aquel torneo frente a O'Higgins.

## Estadísticas

### Clubes
| Club                       | Div.       | Temporada  | Liga  | Liga  | Copas nacionales | Copas nacionales | Torneos internacionales | Torneos internacionales | Total | Total |
| Club                       | Div.       | Temporada  | Part. | Goles | Part.            | Goles            | Part.                   | Goles                   | Part. | Goles |
| -------------------------- | ---------- | ---------- | ----- | ----- | ---------------- | ---------------- | ----------------------- | ----------------------- | ----- | ----- |
| Santiago Wanderers · Chile | 1.ª        | 2016-17    | 1     | 0     | —                | —                | —                       | —                       | 0     | 0     |
| Santiago Wanderers · Chile | 1.ª        | 2017       | —     | —     | —                | —                | —                       | —                       | 0     | 0     |
| Santiago Wanderers · Chile | 2.ª        | 2018       | —     | —     | —                | —                | —                       | —                       | 0     | 0     |
| Santiago Wanderers · Chile | Total club | Total club | 1     | 0     | 0                | 0                | 0                       | 0                       | 1     | 0     |
| Deportes Limache · Chile   | 1.ª        | 2021       | 21    | 3     | —                | —                | —                       | —                       | 21    | 3     |
| Deportes Limache · Chile   | 1.ª        | 2022       | 14    | 0     | 2                | 0                | —                       | —                       | 16    | 0     |
| Deportes Limache · Chile   | Total club | Total club | 35    | 3     | 2                | 0                | 0                       | 0                       | 37    | 3     |
| Total club                 | Total club | Total club | 36    | 3     | 2                | 0                | 0                       | 0                       | 38    | 3     |
| 1.                         |            |            |       |       |                  |                  |                         |                         |       |       |

## Palmarés

### Campeonatos nacionales
| Título           | Club             | País  | Año  |
| ---------------- | ---------------- | ----- | ---- |
| Segunda División | Deportes Limache | Chile | 2023 |